# Comuna Krîve, Kozova
Krîve (în ucraineană Криве) este o comună în raionul Kozova, regiunea Ternopil, Ucraina, formată din satele Iosîpivka și Krîve (reședința).

## Demografie
Componența lingvistică a comunei Krîve
     Ucraineană (99,65%)
     Alte limbi (0,14%)
Conform recensământului din 2001, majoritatea populației comunei Krîve era vorbitoare de ucraineană (99,65%), existând în minoritate și vorbitori de alte limbi.